# Andree Neumayer
Andree Neumayer (* 14. September 1995) ist ein österreichischer Fußballspieler.

## Karriere
Neumayer begann seine Karriere bei der SKVg Pottenbrunn. 2008 spielte er kurzzeitig beim SV Ratzersdorf. 2009 kam er in die AKA St. Pölten, in der er bis 2013 spielte.
Im Jänner 2013 wechselte er zum fünftklassigen SC Herzogenburg. Zur Saison 2013/14 wechselte er zum viertklassigen ASV Spratzern. Im August 2013 debütierte er für Spratzern in der Landesliga, als er am ersten Spieltag jener Saison gegen den SV Leobendorf in der 64. Minute für Johannes Mansbart eingewechselt wurde. Seinen ersten Treffer für den Verein erzielte er im März 2014 bei einer 2:1-Niederlage gegen den SV Würmla.
Zur Saison 2014/15 wechselte er zu den drittklassigen Amateuren des SKN St. Pölten. Sein erstes Spiel in der Regionalliga absolvierte er im August 2014, als er am ersten Spieltag jener Saison gegen die SV Schwechat in der Startelf stand und in der 65. Minute durch Sebastian Drga ersetzt wurde.
Im Sommer 2015 rückte Neumayer in den Profikader des SKN auf, kam allerdings zu keinem Einsatz. Nach dem Aufstieg der Profis in die Bundesliga wechselte er zur Saison 2016/17 zum viertklassigen SV Würmla. Mit Würmla stieg er zu Saisonende in die 2. Landesliga ab.
Daraufhin wechselte er zur Saison 2017/18 zum Regionalligisten SV Horn. Mit Horn stieg er zu Saisonende in die 2. Liga auf. Sein Debüt in der zweithöchsten Spielklasse gab er im Juli 2018, als er am ersten Spieltag der Saison 2018/19 gegen den FC Liefering in der Startelf stand und in der 66. Minute durch Marko Keča ersetzt wurde.
Zur Saison 2020/21 wechselte er zum Ligakonkurrenten SKU Amstetten. Für Amstetten kam er bis zur Winterpause zu neun Zweitligaeinsätzen. Im Jänner 2021 kehrte er nach Horn zurück. In den folgenden zweieinhalb Jahren kam er zu 68 Zweitligaeinsätzen für das Team. Zur Saison 2023/24 wechselte er innerhalb der Liga zurück zum SKN, bei dem er einen bis Juni 2025 laufenden Kontrakt unterschrieb. Für den SKN absolvierte er nach seiner Rückkehr 40 Zweitligapartien.
Zur Saison 2025/26 wechselte Neumayer zu Regionalligist Wiener Sport-Club.

## Persönliches
Sein Vater Johannes (* 1960) war ebenfalls Fußballspieler.